# Echinophryne reynoldsi
Echinophryne reynoldsi är en fiskart som beskrevs av Pietsch och Kuiter, 1984. Echinophryne reynoldsi ingår i släktet Echinophryne och familjen Antennariidae. Inga underarter finns listade i Catalogue of Life.